# Động-chủ-tân (VSO)
Trong các kiểu ngôn ngữ, một ngôn ngữ động-chủ-tân (VSO) là một trong đó các mẫu câu điển hình nhất, sắp xếp các thành phần của chúng theo thứ tự động từ - chủ nghữ - tân ngữ, như trong Ăn Sam cam (Sam ăn cam). VSO là thứ tự từ phổ biến thứ ba trong số các ngôn ngữ trên thế giới, sau SOV (như tiếng Hindi và tiếng Nhật) và SVO (như tiếng Anh và tiếng Việt).